# Tony Hoare

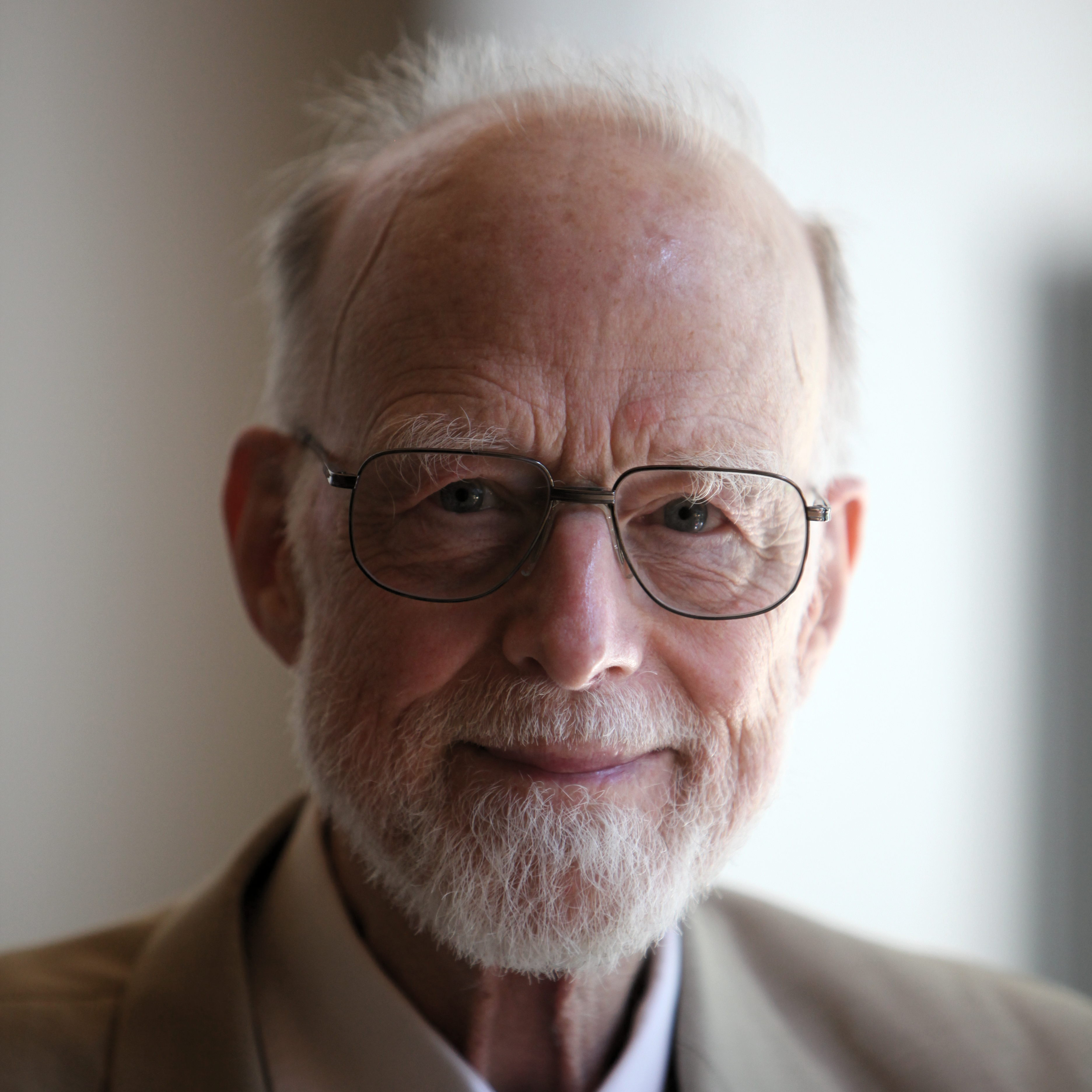
Sir Tony Hoare (2011)

Sir Charles Antony Richard Hoare (* 11. Januar 1934 in Colombo, Sri Lanka), besser bekannt als Tony Hoare oder C.A.R. Hoare, ist ein britischer Informatiker.
Hoare erlangte hohes Ansehen durch die Entwicklung des Quicksort-Algorithmus sowie des Hoare-Kalküls, durch den sich die Korrektheit von Algorithmen beweisen lässt. Außerdem entwickelte Hoare die Prozessalgebra Communicating Sequential Processes (CSP), die zum Beispiel die Entwicklung der Programmiersprachen Ada, Occam und Go beeinflusst hat.

## Biographie
Hoare wurde in Colombo, Sri Lanka als Sohn britischer Eltern geboren. 1956 beendete er sein humanistisches Studium (Classics) an der Universität Oxford mit Bachelor-Abschluss.
Es folgte ein Jahr Graduiertenstudium in Statistik in Oxford, bevor er an der Moskauer Staatsuniversität computergestützte Übersetzung menschlicher Sprache weiterstudierte. 1960 begann er seine Tätigkeit bei dem kleinen Computerhersteller Elliot Brothers mit der Implementierung von Algol 60 und ersten Algorithmenstudien. 1968 wurde er an der Queen’s University Belfast habilitiert und kehrte 1977 als Professor der Informatik an die University of Oxford zurück.
Als Experte für Programmiersprachen und deren Zuverlässigkeit wandte sich Hoare 1981 öffentlich gegen den Einsatz von Ada in sicherheitsrelevanten Bereichen wie der Steuerung von Atomraketen, weil er Ada für grundsätzlich unzuverlässig hielt. Wenn eine Programmiersprache in solchem Kontext unzuverlässige Programme erzeugt, sei dies für eine Gesellschaft gefährlicher als unsichere Autos, giftige Pestizide oder zufällige Lecks in Kernkraftwerken.
Sir Antony Hoare ist heute emeritierter Professor der Universität Oxford und leitender Forscher bei Microsoft Research in Cambridge, England.

## Auszeichnungen
- 1980 erhielt er den Turing Award für seine grundlegenden Errungenschaften bei der Definition und Entwicklung von Programmiersprachen.
- 1985 Faraday-Medaille (IEE)
- 1989 Ordentliches Mitglied der Academia Europaea[2]
- 1997 Korrespondierendes Mitglied der Bayerischen Akademie der Wissenschaften
- 2000 wurde er als Knight Bachelor („Sir“) geadelt.[3]
- 2000 wurde ihm der Kyoto-Preis verliehen.
- 2007 Friedrich L. Bauer-Preis
- 2011 John-von-Neumann-Medaille
- 2012 Ehrendoktor der Universität Warschau[4]
- 2013 Ehrendoktor der Universität Complutense Madrid
- 2017 Auswärtiges Mitglied der National Academy of Sciences
- 2023 Royal Medal[5]

## Zitate
“I conclude that there are two ways of constructing a software design: One way is to make it so simple that there are obviously no deficiencies and the other way is to make it so complicated that there are no obvious deficiencies. The first method is far more difficult.”

„Ich stelle fest, dass es zwei Wege gibt, ein Software-Design zu erstellen, entweder so einfach, dass es offensichtlich keine Schwächen hat, oder so kompliziert, dass es keine offensichtlichen Schwächen hat. Die erste Methode ist weitaus schwieriger.“

“I think Quicksort is the only really interesting algorithm that I’ve ever developed.”

„Ich denke, Quicksort ist der einzige wirklich interessante Algorithmus, den ich je entwickelt habe.“

## Schriften
- Assertions, A Personal Perspective. In: Manfred Broy, Ernst Denert (Hrsg.): Software Pioneers – Contributions to Software Engineering. Springer, 2002, ISBN 3-540-43081-4 (Abstracts und mehr – Die beiliegenden DVDs enthalten ein Video des Vortrags von Tony Hoare).
- An Axiomatic Basis for Computer Programming. In: Communications of the ACM. Vol. 14, Nr. 1, 1971, ISSN 0001-0782, S. 39–45, doi:10.1145/363235.363259.
- Proof of a Program: FIND. In: Communications of the ACM. Vol. 12, Nr. 10, 1969, ISSN 0001-0782, S. 576–580, 583, doi:10.1145/362452.362489 (Reprint im o. g. Buch Software Pioneers).
- Towards a theory of parallel programming. In: C. A. R. Hoare, R. H. Perrott (Hrsg.): Operating systems techniques. Proceedings of a Seminar at Queen’s University Belfast 1971, Academic Press 1972, S. 61–71.
- Proof of Correctness of Data Representations. In: Acta Informatica. Vol. 1, Nr. 4, 1972, ISSN 0001-5903, S. 271–281, doi:10.1007/BF00289507 (Reprint im o. g. Buch Software Pioneers).
- Communicating Sequential Processes. Prentice-Hall, 1985 (PDF-Version).
- Retrospective: An Axiomatic Basis for Computer Programming. In: Communications of the ACM. Vol. 52, Nr. 10, 2009, ISSN 0001-0782, S. 30–32, doi:10.1145/1562764.1562779.